# Barefield
Barefield est un village en Irlande, situé dans le comté de Clare.